# Old Edwardians Football Club
L'Old Edwardians Football Club è una società calcistica di Freetown, Sierra Leone. Il club milita nella Sierra Leone National First Division competizione che ha vinto nel 1990 per la prima volta nella sua storia. Il club ha vinto anche due Sierra Leonean FA Cup.

## Stadio
Gli Old Edwardians Football Club giocano al National Stadium che ha una capacità di 35000 posti a sedere.

## Palmarès
- Sierra Leone League: 1
- Sierra Leonean FA Cup: 2

## Partecipazioni nella Caf Champions League
- CAF Champions League 1987: 1 partecipazioni